# Solko van den Bergh
Solko Johannes van den Bergh (Den Haag, Holanda del Sud, 4 de juny de 1854 – Den Haag, 25 de desembre de 1916) va ser un tirador neerlandès que va competir cavall del segle xix i el segle xx. El 1900 va prendre part en els Jocs Olímpics de París, on guanyà la medalla de bronze en la prova de pistola militar per equips, junt a Anthony Sweijs, Antonius Bouwens, Dirk Boest Gips i Henrik Sillem. També disputà sis proves més del programa de tir, però en cap d'elles aconseguí medalles.
El seu fill, Gerard van den Bergh, també fou un tirador i disputà els Jocs Olímpics de Londres, el 1908, i Anvers, el 1920.